# Kandíla (Arcadie)
Pour les articles homonymes, voir Kandíla.
Kandíla (grec moderne : Κανδήλα) est une localité située dans le dème de Tripoli, dans le district régional d'Arcadie, dans la périphérie du Péloponnèse, en Grèce.
Selon le recensement de 2021, elle compte 541 habitants.